# Сулейман аль-Джамзури
Сулейма́н ибн Хусе́йн ибн Муха́ммад аль-Джамзу́ри (араб. سليمان بن حسين بن محمد الجمزوري‎; дата смерти неизвестна, последние упоминания датируются 1784 годом) — египетский чтец Корана (кари), автор трактатов Тухфат уль-атфаль и Фатх уль-акфаль би-шарх Тухфат уль-атфаль.
Даты рождения и смерти Сулеймана аль-Джамзури не известны. Известно лишь то, что он родился в египетском селе Джамзур (араб. جمزور‎, современный Джанзур, близ Танты, мухафаза Минуфия). Сулейман аль-Джамзури является автором трёх книг:
- Тухфат уль-атфаль (араб. تحفة الأطفال‎) — трактат по таджвиду Корана в стихотворной форме (назм).
- Фатх уль-акфаль (араб. فتح الاقفال بشرح تحفة الأطفال‎) — комментарии к Тухфат уль-атфаль.
- аль-Фатх ар-Рахмани би-шарх Канз тахир харз аль-Амани (араб. الفتح الرحماني بشرح كنز تحرير حرز الأماني‎).